# アイ・ウォーク・トゥ・マイ・ワン・ソング
「アイ・ウォーク・トゥ・マイ・ワン・ソング」 ("I Walk to My Own Song")はストラトヴァリウスのシングル。アルバム『エレメンツ・パート2』からの約1か月早く先行販売されたシングルである。作詞作曲ティモ・トルキ。
他2曲はライブヴァージョンの収録。

## 収録曲
1. "I Walk to My Own Song" (5:03)
2. "Forever (live)"
3. "Black Diamond (live)"